# FITM2
FITM2 (англ. Fat storage inducing transmembrane protein 2) – білок, який кодується однойменним геном, розташованим у людей на короткому плечі 20-ї хромосоми. Довжина поліпептидного ланцюга білка становить 262 амінокислот, а молекулярна маса — 29 855.
| 10         |  | 20         |  | 30         |  | 40         |  | 50         |
| ---------- |  | ---------- |  | ---------- |  | ---------- |  | ---------- |
| MEHLERCEWL |  | LRGTLVRAAV |  | RRYLPWALVA |  | SMLAGSLLKE |  | LSPLPESYLS |
| NKRNVLNVYF |  | VKVAWAWTFC |  | LLLPFIALTN |  | YHLTGKAGLV |  | LRRLSTLLVG |
| TAIWYICTSI |  | FSNIEHYTGS |  | CYQSPALEGV |  | RKEHQSKQQC |  | HQEGGFWHGF |
| DISGHSFLLT |  | FCALMIVEEM |  | SVLHEVKTDR |  | SHCLHTAITT |  | LVVALGILTF |
| IWVLMFLCTA |  | VYFHNLSQKV |  | FGTLFGLLSW |  | YGTYGFWYPK |  | AFSPGLPPQS |
| CSLNLKQDSY |  | KK         |  |            |  |            |  |            |

A: Аланін

C: Цистеїн

D: Аспарагінова кислота

E: Глутамінова кислота

F: Фенілаланін

G: Гліцин

H: Гістидин

I: Ізолейцин

K: Лізин

L: Лейцин

M: Метіонін

N: Аспарагін

P: Пролін

Q: Глутамін

R: Аргінін

S: Серин

T: Треонін

V: Валін

W: Триптофан

Локалізований у мембрані, ендоплазматичному ретикулумі.